# Manterrupting
Manterrupting é um neologismo surgido a partir da junção das palavras em inglês "man" (homem) e "interrupting" (interrompendo) para indicar a interrupção desnecessária de uma mulher por um homem. O termo foi criado pela jornalista Jessica Bennett em janeiro de 2015 para um artigo da Time.
Um estudo publicado no Journal of Language and Social Psychology apontou que em comparação aos homens, mulheres tem mais chances de serem interrompidas durante uma conversa tanto por homens quanto por outras mulheres. E um outro estudo realizado por pesquisadores da Escola de Direito da Universidade Northwestern, conclui-se que na suprema corte americana, juízas durante suas argumentações eram interrompidas por seus pares ou por advogados litigantes com 3 vezes mais frequência do que seus colegas homens.

## Críticas
Cathy Young em um artigo para o Washington Post criticou o que ela chamou de "fixação feminista" ao criarem neologismos depreciativos com o prefixo "man" (homem), e de como isso estaria criando um ambiente misândrico nem um pouco eficiente na luta contra o sexismo. Joshua Sealy-Harrington e Tom McLaughin questionaram o uso do termo com alusão aos homens no The Globe and Mail ao lembrarem que as mulheres são interrompidas ainda com mais frequência por outras mulheres do que por homens.